# Jimmy Delaney
James Delaney, detto Jimmy (Cleland, 3 settembre 1914 – Cleland, 26 settembre 1989) è stato un calciatore scozzese, di ruolo ala.

## Palmarès

### Club

#### Competizioni nazionali
- Campionato scozzese: 2

Celtic: 1935-1936, 1937-1938
- Coppa di Scozia: 1

Celtic: 1936-1937
- Coppa d'Inghilterra: 1

Manchester United: 1947-1948